# Laguna de San Juan de Salinas
La laguna de San Juan de Salinas, también conocida como Lago Salinas, es un salar localizado en el sureste del Perú, en la provincia de Azángaro, en el departamento de Puno, dentro del llamado Altiplano andino. En su extremo sureste se encuentra la localidad de San Juan de Salinas.
El salar está situado a unos 3 840 metros por encima del nivel del mar, y posee como máximo una extensión de unas 900 hectáreas, si bien su área disminuye durante la estación seca, hasta quedar reducido a una costra de sal. El salar se encuentra rodeado por los cerros Ichu Pucara, Patachi, Cuerane, Huallani y Antacollo. Recibe alimentación a través del río Salinas, que desemboca por su ribera sur y del inmediato cerro Surichita.
El acceso al salar desde Juliaca es mediante carretera asfaltada por un tramo de 68 km, hasta la ciudad de Azángaro, luego se toma un desvío de 12 km de carretera afirmada hasta el poblado de San Juan de Salinas.
La laguna de San Juan de Salinas es la base de la subsistencia de los pobladores allí asentados, ya que la base productiva de la zona es básicamente la extracción de sal (cloruro de sodio), la cual se realiza de manera artesanal y discontinua (por temporadas). Se explota durante los meses de verano. Los mismos pobladores de la zona extraen la sal desde hace varios años atrás, por ello el salar se encuentran parceladas (15 m x 5 m de área). El proceso de evaporación de la laguna demora aproximadamente 20 días.
El consumo de la sal es regional. Se emplea para el consumo del ganado, ya que no se cuenta con una planta de beneficio de la sustancia.